# كندا والحرب الأهلية الأمريكية
في وقت الحرب الأهلية الأمريكية، لم تكن كندا موجودة بعد كدولة فدرالية. بدلاً من ذلك، تألفت أمريكا الشمالية البريطانية من مقاطعة كندا (أجزاء من جنوب أونتاريو الحديثة وجنوب كيبيك) والمستعمرات المنفصلة لنيوفاوندلاند ونيو برونزويك وجزيرة الأمير إدوارد ونوفا سكوشا وكولومبيا البريطانية وجزيرة فانكوفر، بالإضافة إلى إقليم تابع للعرش يُدار من قبل شركة خليج هدسون يُسمى أرض روبرت. كانت بريطانيا ومستعمراتها محايدة رسميًا طوال مدة الحرب. على الرغم من ذلك، كانت التوترات بين بريطانيا والولايات المتحدة كبيرة بسبب الحوادث في البحار، مثل قضية ترينت والتكليف الكونفدرالي لسفينة سي إس إس ألاباما من بريطانيا.
كان الكنديون يعارضون العبودية إلى حد كبير، وأصبحت كندا المحطة الأخيرة لمحطة قطار الأنفاق. شجعت الروابط الاقتصادية والثقافية الوثيقة عبر الحدود الطويلة أيضًا على التعاطف الكندي مع الاتحاد. جُند ما بين 33 ألف و55 ألف رجل من أمريكا الشمالية البريطانية في الحرب، جميعهم تقريبًا يقاتلون مع قوات الاتحاد. أيدت بعض الصحف والكنائس في كندا الانفصال والبعض الآخر لم يفعل ذلك. كان هناك حديث في لندن في 1861-1862 عن التوسط في الحرب أو الاعتراف بالكونفدرالية. حذرت واشنطن من أن هذا يعني الحرب، وخشيت لندن أن يستولي الشمال على كندا بسرعة.

## قصية ترينت
في نوفمبر 1861 تصاعدت التوترات بين واشنطن ولندن عندما أوقفت سفينة حربية أمريكية سفينة البريد البريطانية آر إم إس ترينت في أعالي البحار واحتجزت اثنين من الدبلوماسيين الكونفدراليين، هم جيمس ماسون وجون سليديل. طالبت لندن بعودتهم والاعتذار، وللإشارة إلى نيتها الدفاع عن ممتلكاتها أرسلت 14 ألف جندي مقاتل إلى كندا وماريتايمز، بينما خطط الكنديون لجمع 40 ألف من الميليشيا. نزع الرئيس أبراهام لنكولن فتيل الأزمة بإطلاق سراح الدبلوماسيين، رغم أنه لم يصدر اعتذارًا. حذر وزير خارجيته ويليام هـ. سيوارد، من حروب متتالية. قرر البريطانيون أن توحيد مستعمرات أمريكا الشمالية أصبح الآن أولوية قصوى، لأن هيمنة قوية جديدة من شأنها أن تعفي لندن من الحاجة إلى تمركز قوات بريطانية كبيرة للدفاع عن أمريكا الشمالية البريطانية.

## لواء سكة حديد جراند ترانك
أدت المخاوف المتزايدة بشأن أمن السكك الحديدية في كندا أثناء اندلاع الحرب الأهلية في الولايات المتحدة إلى إنشاء لواء سكة حديد جراند ترانك عام 1862. جُندت هذه الوحدة من الميليشيا التطوعية الكندية بين موظفي السكك الحديدية وسرايا المشاة والمدفعية المنتشرة على طول خطوط السكك الحديدية في كندا الشرقية وكندا الغربية.

## نشاط الكونفدرالية في أمريكا الشمالية البريطانية
استخدم المشغلون الكونفدراليون سرًا كندا وخاصةً ماريتايمز كقاعدة، في انتهاك للحياد البريطاني. أدى نضال ماريتايمز من أجل الحفاظ على استقلالهم عن كندا إلى تعاطف بعض سكان ماريتايمز مع رغبة الجنوب في الحفاظ على استقلاله عن الشمال. على سبيل المثال، عمل تاجر من هاليفاكس هو بنجامين وير (1805-1868) كعميل لهاليفاكس للعديد من المناصرين الكونفدراليين للحصار أثناء الحرب الأهلية. في مقابل مرافق إصلاح السفن في هاليفاكس، زوده الكونفدراليون بقطن ثمين لإعادة تصديره إلى بريطانيا، وهو مسار مربح ولكنه محفوف بالمخاطر بالنسبة لوير والذي تطلب قطع علاقاته التجارية مع نيو إنجلاند.